# 善導寺 (福岡市)
善導寺（ぜんどうじ）は、福岡県福岡市博多区にある浄土宗の寺院。山号は光明山。院号は悟真院。本尊は阿弥陀如来。

## 由緒
1212年（建暦2年）弁長の開山により創建されたという。江戸時代には福岡藩主黒田氏の帰依を得た。

## 文化財
- 福岡県指定文化財
  - 木造善導大師立像
  - 木造鎮西大師坐像
  - 梵鐘附銘文巻子1巻
  - 蒙古碇石
- 市指定文化財
  - 絹本著色地蔵菩薩像
  - 絹本著色十王像
  - 善導寺文書

## 所在地
- 福岡県福岡市博多区中呉服町6